# シヴィライゼーションVI 文明の興亡
シドマイヤーズ シヴィライゼーションVI 文明の興亡 (英語: Sid Meier's Civilization VI: Rise and Fall) は、4Xターン制ストラテジーゲームであるシヴィライゼーションVIの公式拡張パックである。2018年2月8日 に発売され、従来のシヴィライゼーションVIの文明と指導者に加えて新たに8つの文明と9人の指導者が追加された。

## 特徴
『文明の興亡』では、従来のような固定的な文明の進歩だけではなく、時代によって拡大や縮小を繰り返す文明の流れと国境の変化をダイナミックに表現しており、故にプレイヤーの選択次第では自身のプレイしている文明が興ることもあれば、滅亡することもあり得る。ゲーム内に於いて全ての文明は、プレイヤーの選択や技術の発展、ゲーム内で初めて世界一周を行ったといった歴史的瞬間が時代スコアに加算され、それに合わせてゲーム内での立ち位置が決まる。時代スコアによりプレイヤーの文明は、それぞれが1つのチャプターと見做されている石器時代から情報化時代までの時代毎に黄金時代や暗黒時代が到来する。
黄金時代では、都市毎の市民の文明に対する忠誠心が上がり、都市の労働力が上がる。対し暗黒時代では市民の忠誠心が下がる。もしプレイヤーが暗黒時代から次の時代に黄金時代を迎えることが出来れば、その文明には黄金時代をも超す英雄時代が到来し、様々な恩恵を受けられる。時代に関わらず、プレイヤーは新時代を迎えるにあたって公約を選ぶことが出来、公約が達成された瞬間に時代スコアが加算される。フィラクシス・ゲームズはプレイヤーに暗黒時代を経て、リスクや報酬を得ながらゲームを楽しんでほしいとコメントしている。

### 忠誠心
先述した通り、市民の忠誠心は黄金時代になれば上がり、暗黒時代に陥れば下がる。忠誠心を上げるには市民の幸福度を保ち、総督を就任させる必要がある。都市の周囲の環境によっても忠誠心が左右される。市民の幸福度が下がったり、或いは都市が極端に他の文明の国境と近い状況にある場合、都市は忠誠心を失い独立し自由都市になり、全ての文明と敵対することになる。その為、NPCを含む各プレイヤー自由都市に武力侵攻が可能となり、都市を占拠し自国の勢力下に置くことが可能である。また近隣に影響力を与える文明がある場合、その文明の勢力下に入ることもある (各プレイヤーはその自由都市を受け入れるかどうか選択可能)。

### 同盟国・敵対国
各文明は他の文明と科学同盟や経済同盟など同盟を結ぶことが出来る。従来のシヴィライゼーションVIの様に、プレイヤーは敵対国に戦争を仕掛けることが出来、核兵器の使用も可能である。また違う宗教を信仰している文明に自分が創立した宗教を布教すると聖戦布告される要因になり得る。

### 緊急事態
"緊急事態"は"文明の興亡"に於いて新しく追加されたゲームシステムである。ある文明が力をつけすぎた場合に、他の文明が団結し、脅威に共同で対処する機会が与えられるものである。ある文明が核兵器を使用したり、ある文明が他国の首都や都市国家を占領したり、またある文明の宗教がゲーム内の遍く都市に布教された場合などが"緊急事態"の対象になり得る。他の文明は"緊急事態"に参加するかどうか否かを選択することが出来、もし脅威に対処できた場合は報酬として多額の資金を山分けし、得ることが出来る。しかし出来なかった場合、例えば"緊急事態"の対象となった国が他の文明からの攻撃を払い除けた場合、対象国は多額の資金を独り占めすることが出来る。

## 文明
新たに9人の指導者と8つの文明が追加された。
|   | 指導者             | 指導者 | 文明           |
| - | ------------------ | ------ | -------------- |
| 1 | ウィルヘルミナ     |        | オランダ       |
| 2 | ソンドク           |        | 韓国           |
| 3 | ラウタロ           |        | マプチェ族     |
| 4 | パウンドメイカー   |        | クリー         |
| 5 | チンギス・カン     |        | モンゴル       |
| 6 | タマル             |        | サカルトヴェロ |
| 7 | ロバート・ブルース |        | スコットランド |
| 8 | シャカ             |        | ズールー王国   |
| 9 | チャンドラグプタ   |        | インド         |

## 評価
Metacriticによると、"文明の興亡"は概ね高く評価されている。
また2019 G.A.N.G.の"Best Original Choral Composition"と"Cree - The Atomic Era (The Drums of Poundmaker)"にノミネートされた。

### 註釈
1. ↑  例えば世界遺産の建設など
2. ↑  プレイヤーが拒否した場合は再度自由都市になる